# Sabro Herred

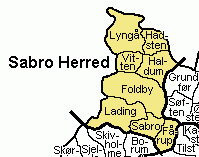
Sabro Herred

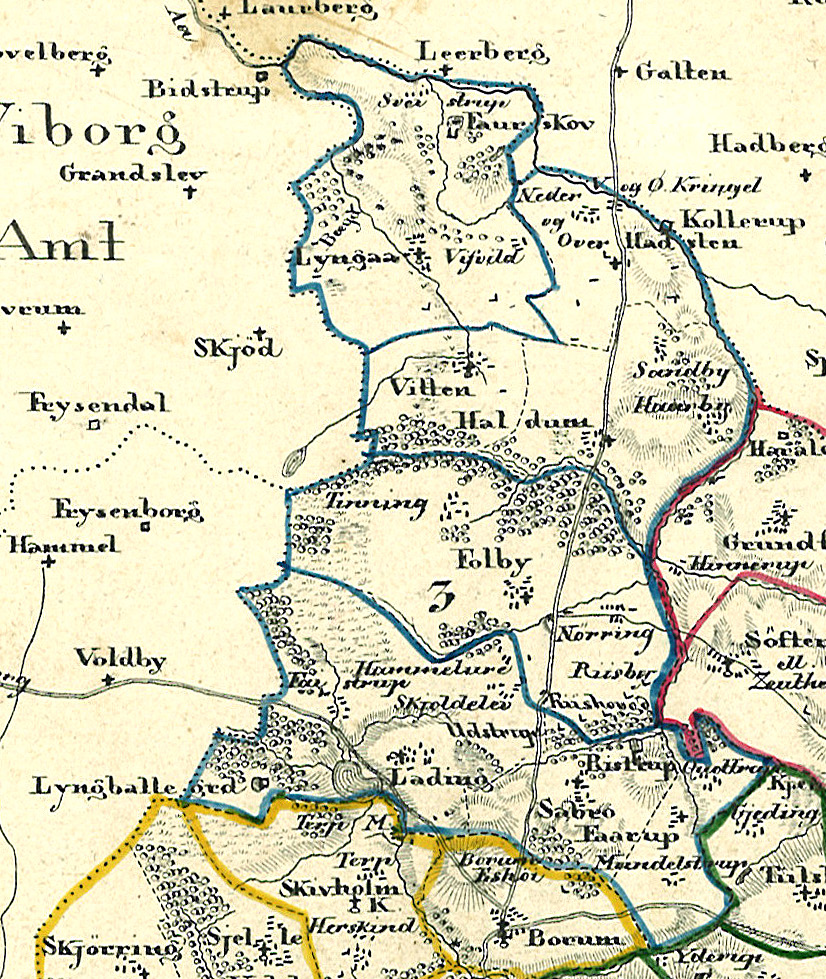
Sabro Herred in 1826

Sabro Herred was een herred in het voormalige Århus Amt in Denemarken. 
Sabro wordt in Kong Valdemars Jordebog vermeld als Saghæbrokhæreth. Bij de bestuurlijke reorganisatie in 1970 ging het gebied over naar de nieuwe provincie Aarhus.

## Parochies
Sabro was verdeeld in acht parochies.
- Foldby
- Fårup
- Over og Neder Hadsten
- Haldum
- Lading
- Lyngå
- Sabro
- Vitten